# Lagoa de São Francisco
Lagoa de São Francisco est une municipalité brésilienne située dans l'État du Piauí.